# Шелби (Северна Каролина)
Шелби (енгл. Shelby) град је у америчкој савезној држави Северна Каролина.

## Демографија
По попису из 2010. године број становника је 20.323, што је 846 (4,3%) становника више него 2000. године.
| Група             | 2000.          | 2010.          |
| Белци             | 10.985 (56,4%) | 10.799 (53,1%) |
| Афроамериканци    | 7.980 (41,0%)  | 8.397 (41,3%)  |
| Азијати           | 109 (0,6%)     | 167 (0,8%)     |
| Хиспаноамериканци | 304 (1,6%)     | 640 (3,1%)     |
| Укупно            | 19.477         | 20.323         |